# ビアリ

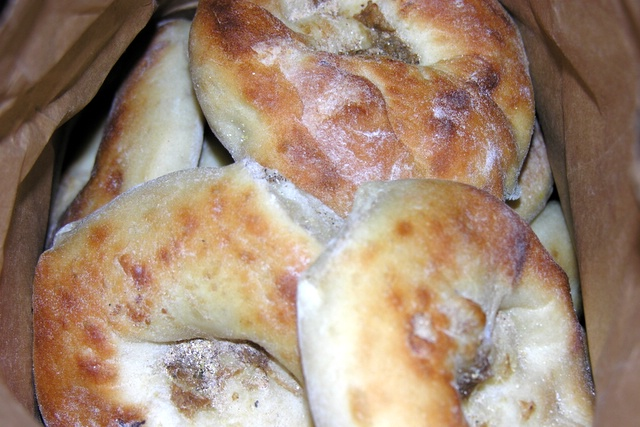
ビアリ

ビアリ（英語：Bialy, イディッシュ語：bialistoker tzibele pletzel ）は朝食用のパン。

## 特徴
ベーグルより一回り小さく、平たい正方形をしており、中央のくぼみに炒め玉葱と黒い芥子の実をふりかけてあることが多い。刻み玉葱を乗せて食べる。ベーグルを焼くパン屋ではビアリも焼いていることが多く、ベーグルを売る店で買うことができるほか、アメリカのニューヨークでは食堂などでも食べられる。生地の材料はベーグルと同じであるが、材料の配分と生地の作り方、焼き方が違う。ポーランドのビャウィストクで生まれたとされる。
「ビアリ」という呼称はアメリカ合衆国独特のものである。このパンはカナダのモントリオールやパリのアシュケナジム系のパン屋では、今でも「ツィベレ・プレッツェル」という名で知られており、もっと大きいサイズのものも作られている。カナダやヨーロッパの「ツィベレ・プレッツェル」の生地には卵が入っていることも、アメリカ合衆国の「ビアリ」とは異なる。